# Vlaamse Pijl Kalken
Ne doit pas être confondu avec Flèche flamande.
Vlaamse Pijl Kalken (ou : Flèche Flamande à Kalken) est une course cycliste belge, disputée de 1936 à 1960 à Kalken, section de la commune de Laerne située en Région flamande dans la province de Flandre-Orientale,.

## Palmarès
| Année | Vainqueur      | Deuxième         | Troisième             |
| ----- | -------------- | ---------------- | --------------------- |
| 1936  | Louis Noens    | Michel D'Hooghe  | Maurice van Herzele   |
| 1955  | André Rosseel  | Firmin Bral      | René Mertens          |
| 1956  | Jozef Schils   | Gerard Buyl      | Henri Van Kerckhove   |
| 1957  | Jean Laroy     | René Van Meenen  | Max Nulens            |
| 1958  | Leon Van Daele | Michel Van Aerde | Lucien Mathys         |
| 1959  | Lucien Mathys  | Frans De Mulder  | Jo de Haan            |
| 1960  | Kamiel Buysse  | Louis Van Huyck  | Henri Van Den Bossche |